# Iglesia de San Pablo y San Pedro (Ereván)
La iglesia de San Pablo y San Pedro (en armenio: Սուրբ Պողոս-Պետրոս Եկեղեցի; Surp Poghos-Petros yekeghetsi) fue una  iglesia apostólica armenia en Ereván (Armenia), construida originalmente durante los siglos V y VI. Fue demolida en noviembre de 1930 para hacer sitio al Cine Moskva en la calle Abovyan.

## Historia
Según el historiador armenio Karo Ghafadaryan, la iglesia de San Pedro y Pablo era la más antigua y grande de la antigua Ereván. No era la única iglesia de la antigua Ereván. De hecho, cuando en el año 607 d. C. el recién elegido Catholicos de Armenia Abraham I convocó una reunión en la ciudad de Dvin, invitó a clérigos de los territorios controlados por el Imperio Bizantino, así como a dos sacerdotes de Ereván. Por tanto, esto nos indica que en la antigua Ereván había al menos dos grandes iglesias. En el siglo XVII, el viajero francés  Jean Chardin visitó Ereván. En su descripción de la ciudad mencionó que había numerosas iglesias en la antigua Ereván, pero no mencionó una iglesia con el nombre de Surp Poghos-Petros. [cita requerida]
En 1679, un  calamitoso terremoto arrasó gran parte de la ciudad y destruyó muchas estructuras en las regiones vecinas. Entre las estructuras que quedaron en ruinas estaba la iglesia de San Pedro y Pablo. Una parte de la sección oriental de la iglesia sobrevivió, y el resto se reconstruyó pronto a partir de sus ruinas. La iglesia recién reconstruida llevaba el mismo nombre que su predecesora.
No se conocen referencias históricas sobre la reconstrucción de la iglesia de Poghos-Petros. Lo más probable es que la iglesia fuera reconstruida hacia finales del siglo XVII. Ghafadaryan encontró los años 1691 y 1692 inscritos en algunos de los khachkars construidos en los muros este y norte de la iglesia. A partir de dos inscripciones, Karo Ghafadaryan descubrió que en años posteriores se habían realizado nuevos esfuerzos de restauración. La primera inscripción, situada en el arco de la fachada sur, dice que la iglesia fue restaurada en 1778. En la segunda inscripción, inscrita en el muro norte, se dice que la iglesia fue restaurada en 1820 con la ayuda financiera de los habitantes de la ciudad.

### Destrucción
En noviembre de 1930, la iglesia de San Pablo y Pedro fue destruida por el régimen soviético para construir el Cine Moskva. Muchos khachkars y estructuras religiosas como iglesias, capillas y santuarios fueron destruidos en todo el país durante esta época para eliminar la religión. Algunos fragmentos de las paredes y pinturas murales de la iglesia sobrevivieron. Actualmente se exponen en el Museo de Historia de Ereván y en el Museo de Historia de Armenia. [cita requerida]

## Nueva iglesia y controversia pública
El 25 de febrero de 2010, el gobierno armenio aprobó una propuesta para gestionar el Cine Moskva Ltd. y de adquirir el terreno que actualmente ocupa el teatro al aire libre del cine en la calle Abovyan a favor de la Santa Sede de Etchmiadzin, con el fin de construir una nueva iglesia en el lugar que ocupaba la antigua iglesia de Poghos-Petros.
La decisión provocó algunas protestas entre el público. Tras el anuncio del plan, un grupo denominado Salvemos el Teatro al Aire Libre del Cine de Moscú reunió a unos 5000 miembros y recogió más de 18 000 firmas durante la petición para detener el proyecto. El grupo se dirigió al Catolicós Karekin II de Armenia, así como al Primer Ministro armenio Tigran Sargsyan, pidiendo un debate público exhaustivo sobre la propuesta y todavía están esperando sus respuestas.
Muchos arquitectos e intelectuales armenios en han pronunciado en defensa del cine al aire libre. Más de 60 intelectuales armenios enviaron una carta abierta al primer ministro armenio Tigran Sargsyan con la petición de que revisara la decisión sobre la construcción de una iglesia en el lugar de la sala de cine al aire libre. El proyecto es visto por algunos críticos como otro ejemplo de la creciente influencia de la Iglesia armenia en los asuntos del Estado. En respuesta, los representantes de la Iglesia armenia han acusado a los críticos del proyecto de construcción de "faltar al debido respeto a Dios". Sin embargo, el plan se retiró posteriormente debido al espacio limitado del lugar.

## Galería

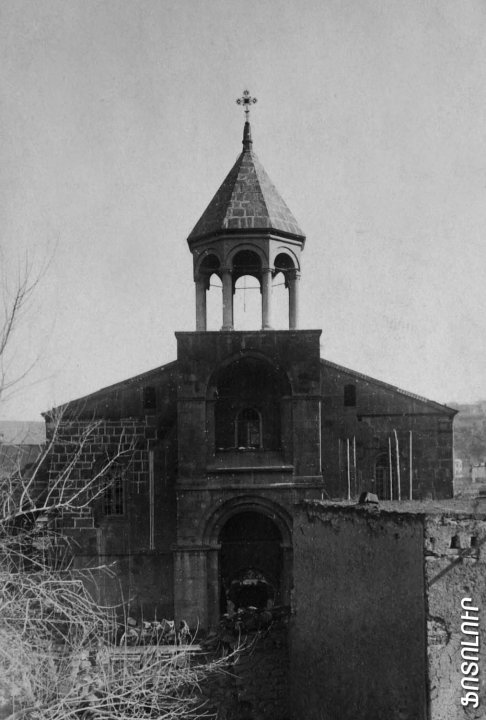
El campanario de la entrada
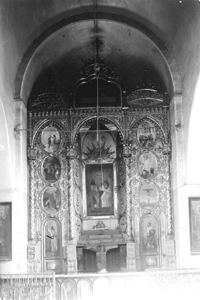
El altar y el ábside